# Nerocila longispina
Nerocila longispina là một loài chân đều trong họ Cymothoidae. Loài này được Miers miêu tả khoa học năm 1880.